# Copris halffteri
Copris halffteri är en skalbaggsart som beskrevs av Matthews 1959. Copris halffteri ingår i släktet Copris och familjen bladhorningar. Inga underarter finns listade i Catalogue of Life.